# Распространённость заболевания
Боле́зненность (распространённость заболеваний) — медико-статистический показатель, определяющий распространенность зарегистрированных заболеваний, как вновь возникших, так и ранее существовавших, по поводу которых были первичные обращения в календарном году.

## Метод расчета
Исчисляется количеством заболеваний на 1000 жителей; рассчитывается как отношение числа первичных обращений к средней численности населения, умноженное на 1000.

## Отличие от заболеваемости
Показатель распространённости заболеваний, в отличие от показателя заболеваемости, более устойчив по отношению к различным влияниям среды, и его возрастание не означает отрицательных сдвигов в состоянии здоровья населения. Это возрастание может иметь место в результате достижений медицинской науки и практики в лечении больных, и продлении их жизни, что ведет к «накоплению» контингентов, состоящих на диспансерном учете.